# Francesc Rovira i Sala
Francesc Rovira i Sala   (Sant Miquel de Campmajor, 6 de desembre de 1769 - 1820) fou un religiós i brigadier de l'exèrcit espanyol durant la Guerra del Francès.

## Biografia
Nascut a Can Rovira, era el tercer fill, sense comptar una germana morta poc abans que nasqués, del matrimoni format per l'hisendat i familiar del Sant Ofici de la Inquisició Josep Rovira i Planaferrana i Margarida Sala Verdaguer, filla de la Sala de Granollers de Rocacorba, procedent, uns segles abans, del gran cabdill de la segona guerra remença, Pere Joan Sala que fou el líder de l'últim gran aixecament dels pagesos contra els mals usos i la servitud, havia estat executat a Barcelona el 1485. Tan sols dos anys més tard de les aparicions del Collell. Per part de mare, Margarida procedia també dels Verdaguer de Sant Gregori, amb privilegi militar. Va prendre el comandament dels miquelets que van resistir l'ocupació francesa de Catalunya, amb alguns milers de partidaris. El febrer de 1810, els seus homes van participar en la batalla de Vic, i la seva acció més destacada va ser la captura per sorpresa del castell de Sant Ferran l'abril de 1811.
Fins no fa gaire s'havia donat per bona la data de naixement de Rovira el 7 de març de 1764, fruit de la confusió amb el nom del seu germà Tomàs, que havia estat batejat com a Francesch Jaume Thomás. El llibre familiar, que encara avui es troba a can Rovira, ha ajudat a aclarir la qüestió. El tercer fill, doncs, va ser batejat l'endemà del seu naixement, el 7 de desembre de 1769, a la pila baptismal de l'església de Sant Miquel. Oficià la cerimònia el Reverent Joan Baptista Masgallart, vicari del rector de Sant Miquel, Joseph Simon, i li posaren el nom de Francisco Joseph Jaume. Prenia el nom del seu oncle, i padrí, Francesc, que també era clergue com ho seria el seu nebot. La seva padrina era Maria Fàbrega Sala, (originària, com la mare, de Granollers de Rocacorba, i casada amb el propietari del mas).
El pare, Josep Rovira, a més de pagès era «familiar del Sant Ofici». S'ha escrit molt entorn de la crisi de la Inquisició durant el segle xviii, i la falta d'atractius que podia tenir una familiatura en mancar-li la remuneració i retallar-se progressivament els seus privilegis al llarg de la centúria. En aquest cas, el primer és una qüestió accessòria i el segon és una valoració històrica resultant d'una anàlisi a llarg termini. De fet, durant el segle xviii el nombre de familiars del Sant Ofici, -una mena de col·laboradors locals d'aquest organisme mig eclesiàstic i mig governamental que esdevingué un dels símbols de l'Antic Règim- en el Bisbat de Girona no deixà d'incrementar-se. Prova, doncs, que la condició de familiar no havia perdut prestigi. Aquest honor era un complement perfecte per la seva situació social. Per un hisendat amb un important patrimoni, ser familiar de la Inquisició suposava l'exempció del cadastre personal i de les càrregues edilícies en el territori de la familiatura. Però en la seva situació hi ha una sèrie d'elements que fan que els privilegis econòmics, que comencen a ser qüestionats en aquest moment, siguin d'una importància secundària. La neteja de sang acreditada, el lluïment del blasó amb la flor de lis típica del Sant Ofici i el dret a portar armes havien de donar als Rovira una dignitat nobiliària entre els veïns. La família Rovira havia aconseguit teixir tot un seguit de connexions familiars que l'enllaçaven amb algunes de les principals pairalies de la comarca banyolina i part de l'Empordà, d'on alguns dels seus plançons proporcionarien l'oficialat que secundaria Rovira en el seu exèrcit, creat de bell nou, a partir de 1808: els germans Frigola de Mata, els Morgat de Santa Maria de Porqueres, els Campolier de Miànigues...
El llibre de família conserva el record de les cases on entraren com a pubilles les dones de can Rovira,. Perquè eren sobretot les dones de la casa les que enllaçaven la pairalia de can Rovira amb la resta de cases, ja que els homes, excepte el primogènit, en la major part es dedicaven a la carrera sacerdotal i, per tant, es mantenien cèlibes.
Des del s. XVII, figuren dones casades al mas Terrats i Prats de Sant Miquel, Esparragueras del Sallent, Casademont d'Usall, Vila de Vianya, Anglada de Vilert, Batlle del Torn, Plantés de Falgons, Bosch i Pararols de Mieres, Pirot de Santa Pau, Ginabreda de Porqueres, Estanyol de Canet d'adri, Gimbernau de Martís, Feliu de Fallines, Obrador de Mieres, Calvell de Navata, Prat de Matamós?, Sot de Vilert, Gelada de Pujarnol, Teixidor de Corts, i ja en el segle xvii els masos Riera de Mieres, Costa d'Espinavessa, Compte d'Orfes, Pujolar de Torre de Santa Pau, can Ramon Figueras I Puig d'Amer, Francisco Saguer de Crespià. Les últimes, les germanes de rovira, es casaran una, Àgata, amb Benet Fàbrega de Mieres (ja hi tenien una tia?), Rosa amb Jofra de Campmajor i la Paula amb Josep Sagols de Crespià Francesc tindria 8 germans, 3 homes i la resta dones. Dos dels seus germans, Tomàs, més gran, i Bonaventura, nat el 1777, seguiran carrera eclesiàstica, com havien fet successivament el seus oncles, i els oncles d'aquests. L'hereu, Miquel (també familiar del Sant Ofici), es casarà el 1788 amb Rosa de Casabó i Dou mantindrà la descendència familiar.
La família conservarà, en el llibre familiar, el record dels plançons que aconseguiran el títol de doctor universitari, ja des del s. XVII, com un tresor ben preuat. En el fons, era tot un rècord. El primer d'honrar la família amb aquest títol va ser Climent, nascut el 1643 i graduat el ...., qui per sa bondat, literatura y grandíssim afecta a casa Rovira posà el fonament per la honorífica descendència de tants eclesiàstics va escriure un seu descendent.
Per això, el llibre de família deixava constància que tots lo tingan en perpètua memòria, veneració i agraïment. El següent a doctorar-se va ser dues generacions posteriors. Un altre Climent, ja nascut en segle xviii, estudià gramàtica a Olot, habitant a los Closells, i la Filosofia en el col·legi de Sobreportes de Girona: Nota la casualitat de haver estudiat en la Escola Suarística ell i tots los demés fins que foren expulsats los jesuïtes.
3. A Girona, el col·legi de Sobreportes actuava de Seminari fins l'expulsió dels jesuïtes, el 1767, quan passaren a ocupar-ne l'edifici. El Seminari -anomenat tridentí per seguir les directrius del concili de Trento- cobria la demanda d'estudis superiors tant per laics com pels futurs eclesiàstics que havia deixat buida la supressió de l'Estudi General, o antiga universitat, pel primer rei borbònic. Llavors estudià teologia a la universitat de Cervera, on es graduà de Doctor. La Reial i Pontíficia Universitat de Cervera era l'Alma Mater catalana del moment i el centre més proper que atorgava els graus acadèmics. El segon Climent pogué tonsurar-se a títol del benefici que havia fundat el seu antecessor, i besoncle, una anys abans. Això li permetria també continuar amb les ordenacions i, finalment, se li atorgà les llicències amplíssimes de confessar i predicar. Ell mateix comprà la sepultura on fou enterrat, a l'església de Sant Miquel, el 1784. A la conferència moral del col·legi de Sobreportes de Girona hi estudià també el seu germà Francesc, el primer dels doctors Francesc Rovira. De fet, la generació del segon Climent oferí, almenys, 5 eclesiàstics. Tots ells aconseguiren el grau de doctor. El segon, el Doctor Joan va ser home de centúries per sa literatura i bons costums, segons escriviren d'ell els successors.
Va iniciar els seus estudis a casa d'un capellà del Collell, i, a Girona, d'un oncle seu rector de Sant Daniel. De fet, la possibilitat de residir en cases on els Rovira tenien algun parent capellà era un dels incentius per poder estudiar. De fet, a casa d'aquest oncle rector hi residí durant els estudis de gramàtica, a banda de Joan, el seu germà Tomàs. Joan, el segons dels germans eclesiàstics d'aquella generació. Va ser catedràtic de Filosofia abans de doctorar-se en teologia, el 1734. Durant vint anys, de 1740 a 1760, regentà la càtedra de teologia moral de Cervera. Un cop jubilat, passà a viure a Olot amb el seu germà Clement.
A casa de Climent, i posteriorment de Joan, hi residirien els seus successius germans durant els primers estudis olotins. El primer Doctor Francesc (el petit), va ser el primer de residir-hi. Per allà hi passà també els nebots Climent (el segon), Francesc, Ramon (aquest retòrica), Lluís. En els estudis de Cervera residiren a casa del doctor Joan durant el temps que aquest va ser catedràtic. Adquirí una fabulosa biblioteca i era consultat des de dins i fora del país. A casa del Dr. Joan, a Cervera, residiren el germà Josep i Tomàs. Josep va ser fins i tot alumne seu de filosofia. Graduat el 1743, s'ordenà tot seguit a títol de patrimoni, que era la figura que permetia el dret canònic antic ... i va ser president de la conferència de moral novament posada en Olot. En efecte, les conferències mensuals, 57 en tota la diòcesi, eren centres on els clergues aprofundien en els temes de moral general, deures de l'estat parroquial, litúrgia i constitució sinodal, per estimular la cultura del clergat.
Entrades en decaïment durant un temps, el bisbe Bastero les reactivà seriosament, el mateix que el posà més tard mestre del col·legi de Sobreportes. Finalment, Josep accedí a la carrera parroquial, essent rector de Santa Eugènia i, després, claver de la seu. Altra vegada, la possibilitat de residir a Girona facilità els seus nebots també els estudis a Girona.
Tomàs es graduà el 1744, va ser president de la conferència de teologia moral d'Olot, on també estudià, habitant a casa del germà Climent. Més tard va ser rector de la seva parròquia materna, que prengué a personat, el mateix any que era ordenat de sacerdot, el 1786. Fou president de la conferència del Collell fins que, el 1777, prengué possessió d'un canonicat diaconil de la catedral de Girona. Va ser comissari, més tard qualificador, de la Santa Inquisició, per la qual cosa prestà jurament el 1777. El dotzè dels germans Rovira -comptant que no tots arribaren a l'edat adulta- va ser el primer dels Doctors Francesc,. Es graduà el 1756 i el bisbe el destinà de mestre de Parges, abans de conferir-li la rectoria de Sant Pere de Pineda. A Girona residí a casa del dr. Pau Ros La següent generació, va ser la del pare del nostre Dr. Rovira, i fills de Bonaventura Rovira i Àgata Planaferrana. Climent, després d'estudiar i doctorar-se a Cervera el 1765, prengué l'habit de carmelita del convent d'Olot. D'aquí passà a Vic, on s'ordenà, i a Girona, on morí poc després. Un germà, Fra Ramon, el seguí en l'orde però no en el doctorat. Un altre germà, nascut el 1740, serià el padrí de Francesc. El segon doctor Francisco es graduà de batxiller a Olot, on estudià moral, i de doctor a Gandia (!) el 1764. Entrà llavors al seminari de Girona per ordenar-se, el 1771. Per això, malgrat ser ja clergue, no va poder oficiar la cerimònia de bateig del seu fillol. Vicari de Sant Miquel, prengué després possessió d'un benefici de la seu, presentat pel rei Carles III. Un altre germà, Ramon, hagué de pagar despesa per residir en una casa particular durant els estudis a Girona.
Coincidí que no havia cap parent capellà a Girona en aquell moment. Un altre germà, Lluís, li coincidí l'expulsió dels jesuïtes, estudiant després ab un mestra de racó a casa de l'oncle canonge. Estudià filosofia al convent de Sant Francesc de Girona i es doctorà el 1776. Tot i que més gran, el germà Miquel es doctorà el 1776, seguint els mateixos passos que l'anterior.
El memorialista familiar, que s'atura en aquesta generació, també s'ocupa d'anotar les cases on entraren membres de la família.